# Рибалевський Дмитро Олексійович
Дмитро Олексійович Рибалевський (нар. 29 травня 1983) — український актор театру і кіно. Заслужений артист України (2017).

## Життєпис
Дмитро Рибалевський народився 29 травня 1983 року.
У 2005 закінчив експериментальний курс Євгенії Гулякіної та Нінель Биченко Київського державного театрального інституту ім. Івана Карпенка-Карого.

### Театр
У 2007 році прийшов на прослуховування до Національного драмтеатру ім. І. Франка. Після показаного уривка з п'єси «Брехня» Володимира Винниченка і вокального номера, голоси приймальної комісії поділилася порівну — шість «за» і рівно стільки ж «проти». Фінальне рішення взяв на себе художній керівники театру Богдан Ступка, який і визначив подальшу долю Дмитра. Вже того ж дня молодий актор поступив до штату театру і став до репетиції «Кавказького крейдяного кола» — вистави за Брехтом у постановці Лінаса Зайкаускаса.
Задіяний у виставах київських театрів. Популярність актору принесла роль ветерана Червоної Армії у виставі «Слава героям!» спільного проекту театрів «Золоті ворота» та Франківського драмтеатру. Головний герой, у виконанні Дмитра Рибалевського та Олексія Гнатковского, — незмінні, решта акторів окремий в Києві та Івано-Франківську.
За головними ролями на сценах запрошених театрів, отримує ведучі ролі і в рідному театрі. У 2018 році отримує роль Парфена Рогожина в постановці «Ідіота» Достоєвського у постановці Юрія Одинокого, а в першій постановці на посту головного режисера Дмитра Богомазова — виконавець титульної ролі в шекспірівській трагедії «Коріолан». Роль Коріолана приносить першу номінацію на здобуття театральної премії «Київська пектораль», а сукупність театральних досягнень виводить у TOP-10 найхаризматичніших акторів Києва за версією театральної премії «Дзеркало сцени» щотижневика «Дзеркало тижня». У 2020 році актор втілює образи Михайла Гурмана у виставі «Украдене щастя» та Стенлі у «Трамваї „Бажання“».

### Кінематограф
У кінематографі зайняв позицію не пропонувати себе на кастингах. На знімальний майданчик потрапляє за запрошенням тих, хто бачив його театральні роботи. Відпочатку відмовляється від ролей бандитів, міліціонерів з причин того, що подібні персонажі зазвичай позбавлені власної історії та експлуатують лише їх візуальні штампи. Виключення — роль в арт-хаусній стрічці Валентина Васяновича, де наркоман Рибалевського — комічний герой із власною історією.
Серед інших робіт — роль у ганстерській кримінальній комедії Любомира Левицкого «Ломбард», яку почали знімати 2008-го, а завершили тільки 2012-го з причин економічної кризи; російський «дембель» у фільмі про другу чеченську війну оскароносного режисера Мішеля Хазанавічуса «Пошук»; Василь в історичній екранізації балади Тараса Шевченка «У тієї Катерини» — фільм «Толока» режисера Михайла Іллєнка тощо.

### Родина
Дмитро — член акторської династії. Жінка — Анастасія Чумаченко і тесть Анатолій Чумаченко — актори Національного драматичного театру ім. Івана Франка.
Виховує чотирьох дітей — Марго, Марк, Марта, Макар.
Живе і працює в Києві.

## Театральні роботи

### Національний академічний драматичний театр імені Івана Франка
В театрі ім. Івана Франка зіграв понад 25 ролей:
Як на мене, слід вважати якщо й не великим відкриттям, то бодай хорошими заявками на майбутнє роботи молодих франківців у дуже важкому (енергетично й фізично) спектаклі Лінаса Зайкаускаса «Кавказьке крейдяне коло» за Брехтом. Дмитро Рибалевський і Анастасія Добриніна працюють з якоюсь жертовною самовіддачею, мов на останньому диханні… Сам матеріал справді нині важкопідйомний, а режисерська аплікація, мабуть, не для новачків, а для досвідчених артистів із серйозним творчим і життєвим досвідом. Але актори витримують, не ламаються, молодці.
Ну, а Полоній, зіграний Дмитром Рибалевським підкреслено інтимно й масштабно, — цинік і звідник з мобільним телефоном та перев'язаним оком. Це узагальнений образ якогось пірата Карибського моря та всюдисущого Люцифера-запліднювача. Гнучкого, підступного та млосно-настирливого. Його пританцьовуючий Люцифер — майстер демонічних інтриг. Ніхто не здивується, коли добра половина дітей у данському королівстві з'явилася на світ завдяки зусиллям конкретного чорта.
- (введення) — 1999 — «Бременські музиканти» Юрія Ентіна, Василя Ліванова, Геннадія Гладкова; реж. Дмитро Чирипюк — Трубадур
- (введення) — 2000 — «Пігмаліон» за однойменною п'єсою Бернарда Шоу; реж. Сергій Данченко — Фредді
- (введення) — 2003 — «Ех, мушкетери, мушкетери…» Євгена Євтушенка; реж. Петро Ільченко — Людина з натовпу
- (введення) — 2005 — «Шякунтала» Андрія Приходько за мотивами Махабхарати; реж. Андрій Приходько — Воїн
- 2005 — «Новорічна одісея» Дмитра Буковинця; реж. Оксана Ромашенко і Дмитро Чирипюк — Дід Мороз / Дід казкар
- 2007 — «Весілля Фігаро» за п'єсою П'єра Бомарше; реж. Юрій Одинокий — Діджей
- 2007 — «Лев і Левиця» Ірени Коваль; реж. Станіслав Мойсеєв — Сергій, син Лева Толстого
- 2007 — «Кавказьке крейдяне коло» Бертольта Брехта; реж. Лінас Зайкаускас — Симон Хахава / Сосо[12]
- 2008 — «…Я згадую… Амаркорд» Олени Сікорської; О. Білозуба; реж. Олександр Білозуб — Персонаж фільму
- 2008 — «Едіт Піаф. Життя в кредит» Юрія Рибчинського, Вікторії Васалатій; реж. Ігор Афанасьєв — Лікар
- 2008 — «Легенда про Фауста» за мотивами творів Йоганна Шпіса, Кристофера Марло та Гейсельбрехта; реж. Андрій Приходько — Янгол / Демон / Студент
- 2009 — «Назар Стодоля» за однойменною п'єсою Тараса Шевченка; реж. Юрій Кочевенко — Козак
- 2009 — «В неділю рано зілля копала» Ольги Кобилянської; реж. Дмитро Чирипюк — Вуйко
- 2009 — «Котигорошко. І покотилася горошина…» А. Навроцького; реж. Петро Ільченко — Змій
- 2009 — «На полі крові» за драматичною поемою Лесі Українки; реж. Юрій Розстальний — Прочанин[13]
- 2010 — «Дорогу красі» Володимира Винниченка; реж. Катерина Чепура — Михайло[14]
- 2010 — «Урус-Шайтан» Ігоря Афанасьєва; реж. Ігор Афанасьєв — Ілько Перебийніс[15]
- 2011 — «Гімн демократичної молоді» Сергія Жадана; реж. Юрій Одинокий — Сан Санич[16]
- 2011 — «Попелюшка» Євгена Шварца; реж. Петро Ільченко — Лісничий / Кучер
- 2011 — «Голгофа» за Лесею Українкою; реж. Юрій Розстальний — Прочанин / Іуда / Старий
- 2012 — «Натусь» Володимира Винниченка; реж. Катерина Чепура — Роман Віталійович[14]
- 2013 — «Квітка Будяк» Наталки Ворожбит; реж. Станіслав Мойсеєв — Незнайомець з Контакту
- 2015 — «Ерік XIV» Августа Стріндберга; реж. Станіслав Мойсеєв — Макс, прапорщик
- 2016 — «Річард III» за однойменно п'єсою Вільяма Шекспіра; реж. Автанділ Варсімашвілі[ru] — Лорд Стенлі[17]
- 2016 — «Три товариші» за романом Еріха Марії Ремарка; реж. Юрій Одинокий — Альфонс, бармен[18]
- 2018 — «Ідіот» за романом Федора Достоєвського; реж. Юрій Одинокий — Парфен Семенович Рогожин[19][20]
- 2018 — «Коріолан» за трагедією Вільяма Шекспіра; реж. Дмитро Богомазов — Кай Марцій, згодом Коріолан[21][22][23]
- 2019 — «Лимерівна» Панаса Мирного; реж. Іван Уривський — Кнур
- 2020 — «Украдене щастя» за п'єсою Івана Франка; реж. Дмитро Богомазов — Михайло[24][25][26]
- 2020 — «Трамвай „Бажання“» за п'єсою Теннессі Вільямса; реж. Уривський Іван — Стенлі
- 2024 — «Марія Стюарт» за п'єсою Фрідріха Шиллера; реж. Іван Уривський — Полет

### Інші театри
- 2015 — «Легені» («Lungs») Дункана Макмиллана[en] — читка п'єси; реж. Орест Пастух[27]
- 2016 — «Слава героям!» Павла Арье; реж. Стас Жирков — Андрій Васильович Чумаченко, ветеран Червоної Армії (Театр «Золоті ворота» (м. Київ) та Франківський драмтеатр)[28][29]
- 2016 — «Ілюзії» Івана Вирипаєва; реж. Стас Жирков (Театральна агенція «ТЕ-АРТ», Театр «Золоті ворота»)[30]
- 2017 — «Hamlet» (неоопера жахів) за мотивами трагедії «Гамлет» Вільяма Шекспіра у перекладі Юрія Андруховича, музика Романа Григоріва та Іллі Разумейка; реж. Ростислав Держипільський — Полоній (Франківський драмтеатр)[31]

## Фільмографія
- 2006 — Повернення Мухтара—3 (73-я серія «Недільний потоп») — Суровцев
- 2007 — Тормозний шлях — епізод
- 2011 — Яр (Фільм 2. «Дезертир») — Алік
- 2013 — Звичайна справа — наркоман
- 2013 — Ломбард — «Кузен»
- 2014 — Пошук — солдатів з пістолетом
- 2018 — Спогади (соціальний ролик)[32]
- 2019 — Дике поле
- 2020 — Толока — Василь[33]
- 2020 — Найкращий сищик — Іван Підіпригора
- 2020 — Фортеця Хаджибей — Нестор
- 2023 — Табун — Іван Діденко
- 2023 — Джура-королевич
- 2024 — Зозулі — Андрій Карпенко
- 2024 — Курс щасливого життя — Петро

## Нагороди і визнання
- 2003 — Лауреат Всеукраїнського конкурсу чтеців ім. Т. Шевченка
- 2017 — Заслужений артист України[1]

## Конкурси, премії та фестивалі
| Рік               | Премія                                                                  | Номінація                               | Вистава | Результат |
| ----------------- | ----------------------------------------------------------------------- | --------------------------------------- | --- | --------- |
| 2017              | «Мельпомена Таврії» (м. Херсон)                                         | Найкраща чоловіча роль                  | Андрій Васильович у виставі «Слава Героям» (Театр «Золоті ворота» (Київ) та Франківський драмтеатр)        | Перемога  |
| 2019 березень     | Театральная премія «Київська пектораль» (м. Київ)                       | За краще виконання чоловічої ролі       | Кай Марцій (Коріолан) у виставі «Коріолан» (Національний академічний драматичний театр імені Івана Франка) | Номінація |
| 2019 27 березня   | IV театральна премія «Дзеркало сцени» (газета «Дзеркало тижня» м. Київ) | Акторська харизма                       | За ролі у виставах «Ідіот», «Коріолан» (Національний академічний драматичний театр імені Івана Франка)     | Номінація |
| 2019              | VIII Міжнародна премія театральної академії (м. Ціндао, Китай)          | Краще виконавця головної чоловічої ролі | За роль Коріолана у виставі «Коріолан» (Національний академічний драматичний театр імені Івана Франка)     | Перемога  |
| 2019 30 листопада | II Всеукраїнська театральна фестиваль-премія GRA                        | Найкраща чоловіча роль                  | За роль Коріолана у виставі «Коріолан» (Національний академічний драматичний театр імені Івана Франка)     | Перемога  |